# Walter Kurt Wiemken
Walter Kurt Wiemken (né le 14 septembre 1907 à Bâle, mort le 30 décembre 1940 à Castel San Pietro) est un peintre suisse.

## Biographie
Les parents de Walter Kurt Wiemken sont des Allemands naturalisés en Suisse en 1898 et installés à Bâle. Wiemken contracte la poliomyélite à quatre mois et est handicapé et dépendant de l'aide tout au long de sa vie. Il vit toute sa vie dans la maison de ses parents et y dirige son atelier artistique. Le père de Wiemken a une entreprise de lithographie.
De 1923 à 1927, Walter Kurt Wiemken est étudiant à l'école des métiers de Bâle. Il est élève dans la classe de graphisme de Fritz Baumann. Il est le fondateur du groupe d'artistes expressionnistes Das neue Leben et fait connaître les idées du Bauhaus. Les illustrations de Wiemken de cette période sont basées sur l'expressionnisme. Pendant ce temps, Wiemken cherche à se connecter au groupe d'artistes Rot-Blau, composé d'étudiants d'Ernst Ludwig Kirchner.
En 1927, Wiemken étudie le semestre d'été à l'école des arts appliqués de Munich. Il est l'élève de Fritz Hellmut Ehmcke et Richard Klein. Après le séjour à Munich, Wiemken part en voyage d'étude à Paris avec Otto Abt. Ses dernières toiles expressionnistes sont réalisées durant ce séjour. Elles représentent presque exclusivement des scènes de rue sombres. Après cela, Wiemken s'oriente vers l'impressionnisme. En 1928 et 1929, Wiemken se rend à Collioure et le Tessin avec Walter Bodmer et Otto Abt. Des peintures de paysages sont réalisées lors de ces séjours. Wiemken et ses amis visitent Collioure plusieurs fois jusqu'en 1939. Wiemken reprend l'atelier de Max Sulzbachner à Bâle, qui est juste à côté de l'atelier de Charles Hindenlang qui sera repris par Otto Abt.
L'observation simultanée des funérailles d'une jeune fille et des activités quotidiennes d'un boucher a une influence durable sur le travail artistique de Wiemken. Il tente de dépeindre les contradictions des événements de la vie humaine dans ses images en même temps. Dans les années 1930, l'art de Wiemken est influencé par les œuvres de Serge Brignoni, Kurt Seligmann et Pablo Picasso et le surréalisme. Dès lors, ses œuvres se caractérisent par le fait qu'elles représentent à la fois les côtés ensoleillés et ombragés de la vie humaine. En 1936, Wiemken participe à l'exposition Problèmes de temps dans la peinture et la sculpture suisses à la maison des arts de Zurich.
Avec ses amis Walter Bodmer et Otto Abt, Wiemken est l'un des cofondateurs du Groupe 33, fondé en 1933 pour protester contre les tendances conservatrices de la scène artistique et architecturale suisse (surtout bâloise) ; cela a également une orientation antifasciste claire. Dans les années 1936 et 1937, il est influencé par l'art constructiviste de son ami Walter Bodmer. Wiemken se rend en Belgique en 1937 et y traite de l'art surréaliste de James Ensor. Certaines de ses œuvres sont issues des concours du Kunstkredit Basel-Stadt.
Le 30 décembre 1940, Wiemken va se promener et tombe. Son corps est retrouvé le 23 janvier 1941 dans les gorges de la Breggia, près de Castel San Pietro.
Les œuvres de Wiemken sont exposées à la documenta 1 de Kassel en 1955.